# Мамантов, Василий Ильич
Василий Ильич Мамантов (8 (20) февраля 1863, Российская империя — 26 февраля 1928, Хельсинки, Финляндия) — главноуправляющий Канцелярией Е. И. В. по принятию прошений, член Государственного совета, егермейстер.

## Биография
Из потомственных дворян. Сын начальника канцелярии Комиссии прошений, тайного советника Ильи Степановича Мамантова (ум. 1886). Недвижимости не имел.
Окончил гимназию при Санкт-Петербургском историко-филологическом институте (1883) и юридический факультет Санкт-Петербургского университета со степенью кандидата прав (1887).
По окончании университета был причислен к Канцелярии прошений, на Высочайшее имя приносимых. В 1890 году был назначен исправляющим должность младшего делопроизводителя канцелярии, в 1891 году — и. д. старшего помощника делопроизводителя, а в 1892 году утвержден в должности. В 1895 году был назначен помощником начальника, а в 1898 году — начальником канцелярии Императорской Главной квартиры. В 1896 и 1897 годах сопровождал Николая II в поездках в Нижний Новгород и за границу. В 1900 году был назначен и. д. товарища главноуправляющего Канцелярией по принятию прошений, а в 1901 году утвержден в должности. В 1902 году был произведен в действительные статские советники. С 1892 года состоял в придворном звании камер-юнкера, с 1897 года — в звании камергера, с 1901 года — в должности егермейстера, а в 1904 году пожалован был в егермейстеры.
14 апреля 1913 года назначен членом Государственного совета, с оставлением в должности товарища главноуправляющего Канцелярией по принятию прошений. 7 июня 1913 года назначен главноуправляющим той же канцелярией, а 1 октября того же года определён присутствовать в Государственном совете. Примыкал к правой группе. С 1914 года был членом Верховного совета по призрению семейств лиц, призванных на войну.
После Февральской революции, 10 марта 1917 года уволен от службы по прошению, с пенсией (единственный член ГС по назначению, получивший пенсию).
В эмиграции в Эстонии. Оставил мемуары «На государевой службе. Воспоминания» (Таллин, 1926). Умер в 1928 году в Хельсинки. Похоронен на православном кладбище в Хельсинки в районе Лапинлахти. Был женат, имел троих детей.

## Награды
- Орден Святого Станислава 1-й ст. (1885)
- Высочайшее благоволение (1892)
- Высочайшая благодарность (1901)
- Высочайшая благодарность (1901)
- Высочайшее одобрение (1902)
- Орден Святой Анны 1-й ст. (1906)
- Орден Святого Владимира 2-й ст. (1908)
- Орден Белого Орла (1913)
- Орден Святого Александра Невского (1916)

Иностранные:
- австрийский Орден Франца-Иосифа 2-й ст. (1896)
- прусский Орден Красного орла 4-й ст. (1896)
- французский Орден Почётного легиона, офицерский крест (1896)
- вюртембергский Орден Короны, почетный крест (1896)
- черногорский Орден Князя Даниила I 3-й ст. (1896)
- бухарский Орден Золотой звезды 3-й ст. (1897)
- сиамский Орден Белого слона 3-й ст. (1897)
- румынский Орден Звезды 2-й ст. (1898)
- болгарский Орден Святого Александра 2-й ст. (1898)
- прусский Орден Короны 2-й ст. со звездою (1899)
- гессен-дармштадтский Орден Филиппа Великодушного 2-й ст. со звездою (1899)
- турецкий Орден Меджидие 2-й ст. (1899)
- баденский Орден Церингенского льва, командорский крест 2-й ст. со звездою (1899)